# Pyrame et Thisbé (tragédie lyrique)

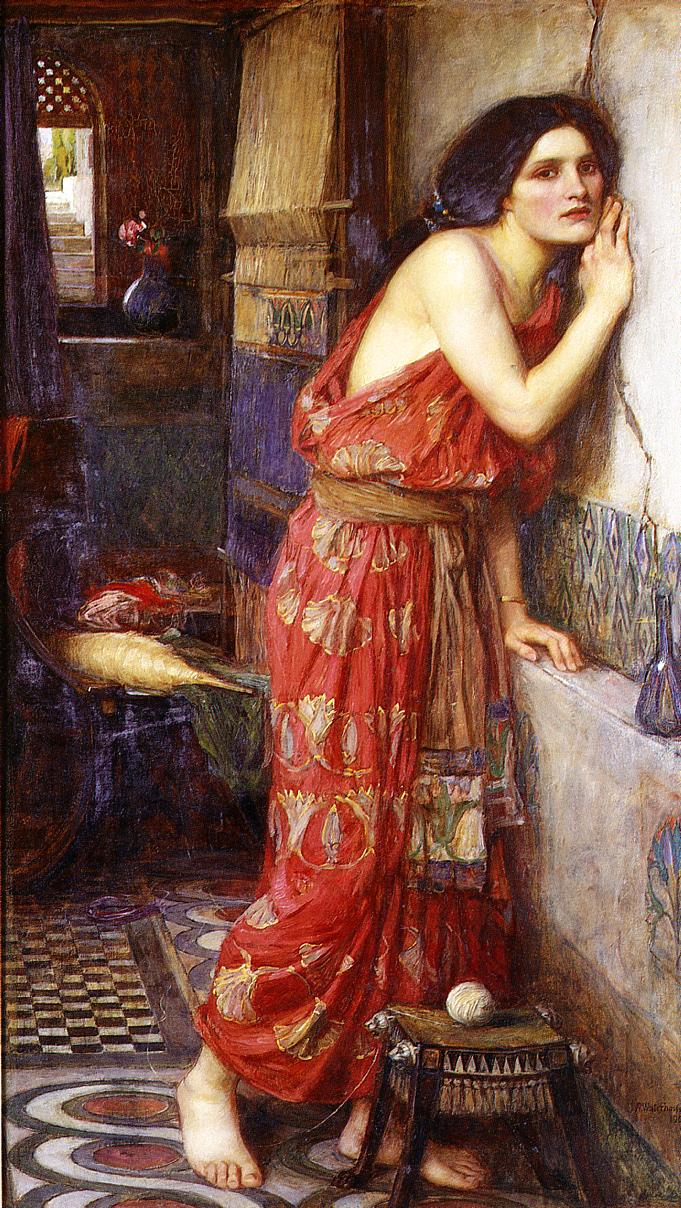
John William Waterhouse, Thisbé, 1909, coll. privée. Thisbé écoute Pyrame qui lui parle à travers la faille du mur

Pyrame et Thisbé est une tragédie lyrique composée par les musiciens français François Francœur et François Rebel, sur un livret de Jean-Louis-Ignace de la Serre, d'après la légende mythologique grecque et romaine de Pyrame et Thisbé.

## Historique
Elle est initialement créée en France par l'Académie royale de musique le 17 octobre 1726.